# 旱地台遗址
旱地台遗址，位于中国青海省民和县核桃庄乡大庄村，为青海省市县级文物保护单位，公布日期为1987年4月16日，类型为古遗址。
旱地台遗址的历史年代为马家窑类型。